# Battle of Los Angeles
Battle Of Los Angeles is een Amerikaanse sciencefiction-actiefilm uit 2011 van The Asylum met Kel Mitchell.

## Verhaal
In februari 1942 ontdekte het leger van de Verenigde Staten een onbekend object boven Los Angeles. Nu, bijna zeventig jaar later, is het terug.

## Rolverdeling
| Acteur       | Personage      |
| ------------ | -------------- |
| Nia Peeples  | Karla          |
| Kel Mitchell | Tyler Laughlin |
| Dylan Vox    | Pete Rogers    |
| Theresa Jun  | Solano         |
| Gerald Webb  | Newman         |